# Tużynka
Tużynka (ros. Тужинка) – osiedle w Rosji, w Buriacji, w rejonie jerawnińskim. W 2010 liczyło 577 mieszkańców.